# Litsea depressa
Litsea depressa H.B. Cui – gatunek rośliny z rodziny wawrzynowatych (Lauraceae Juss.). Występuje naturalnie w południowych Chinach – w południowo-wschodniej części Tybetu. 

## Morfologia
PokrójZimozielone drzewo dorastające do 15 m wysokości. Gałęzie są nagie.
LiścieNaprzemianległe lub zebrane na końcach gałęzi. Mają kształt od lancetowatego do podłużnie lancetowatego. Mierzą 14–26 cm długości oraz 4,5–8 cm szerokości. Mają brązowożółtawą barwę od spodu. Nasada liścia jest klinowa. Blaszka liściowa jest o spiczastym wierzchołku. Ogonek liściowy jest nagi i dorasta do 17–32 mm długości.
OwoceMają prawie kulisty kształt, osiągają 2 cm długości i 3 cm szerokości, mają purpurową barwę z białymi plamkami.

## Biologia i ekologia
Roślina dwupienna. Rośnie w lasach mieszanych.